# 戸塚友行
戸塚 友行（とつか ともゆき、1965年9月19日 - ）は、茨城県出身の元プロ野球選手（投手）。右投げ右打ち。

## 来歴・人物
古河第一高から、1983年のプロ野球ドラフト会議で横浜大洋ホエールズから5位指名を受け入団。
プロ4年目の1987年にはMLB・テキサス・レンジャーズ傘下（当時）のルーキー級ビュート・カッパーキングスに野球留学した。
しかし、一軍公式戦に出場することなく1988年限りで現役を引退。

## 詳細情報

### 年度別投手成績
- 一軍公式戦出場なし

### 背番号
- 55 （1984年 - 1988年）